# Gotik

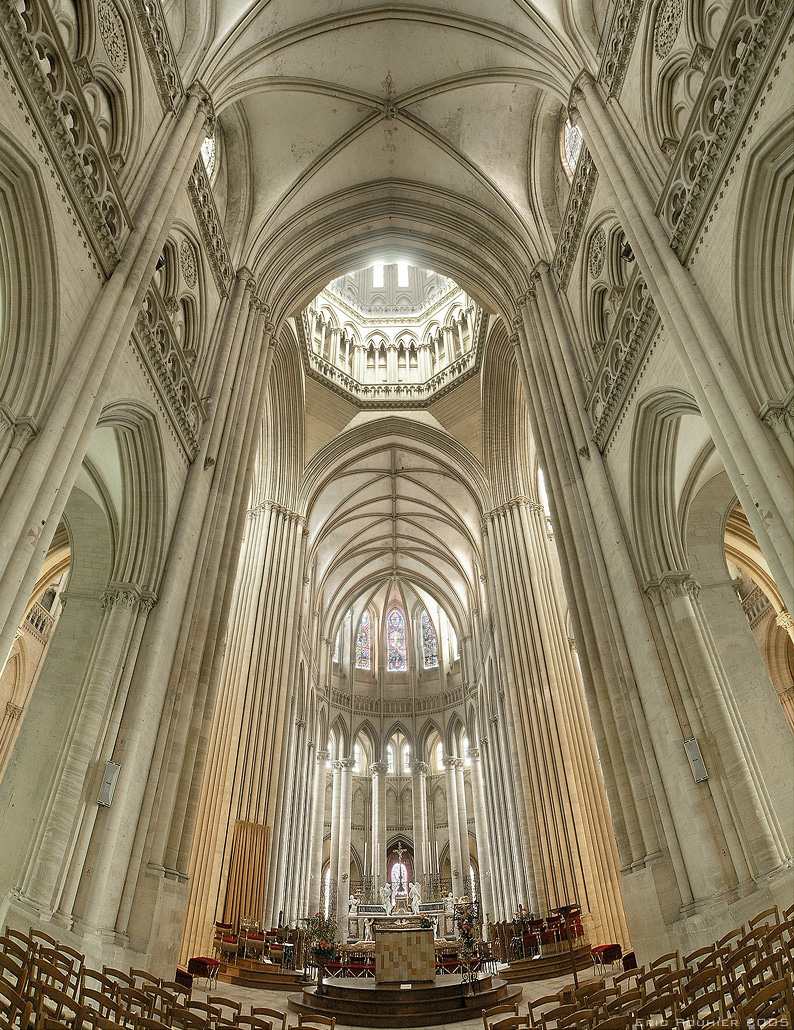
Den gotiska arkitekturen kännetecknas av betoning på vertikaler. Här katedralen i Coutances, Frankrike.

Gotiken (av franska: gothique och italienska: gotico) är benämningen på både en stil och en epok i Europas konsthistoria som uppstod i Frankrike omkring 1100 och fanns representerad över stora delar av Europa på 1500-talet. Gotiken hade sin utgångspunkt och största betydelse i arkitekturen. De övriga konstarter som den omfattar var alltid på något sätt underställd arkitekturen och i allmänhet kyrkorummet.
Den gotiska stilen betonar vertikalitet och utmärks av närmast skelettartade stenstrukturer, stora glasytor, smala spiror, knippepelare, strävpelare, kryssribbvalv, spetsbågar och fantasifull skulptural utsmyckning. Alla dessa egenskaper var en konsekvens av de stora glasytorna som gjorde att mer ljus hittade in i kyrkorummet än tidigare. Genom systemet med utvändiga strävpelare kunde taket göras högre och kolonnerna tunnare. Den gotiska arkitekturen möjliggjordes genom att ny teknik användes.
De gotiska katedralerna var rikligt dekorerade med skulpturer i exteriören och fresker i interiören med motiv ur Gamla och Nya Testamentet. Katedralerna tänktes som mikrokosmiska representationer av världen - de enorma dimensionerna och den imponerande vertikaliteten skulle återspegla Guds ära och ställa den mot de dödligas litenhet.
Inom musikteorin är gotik liktydigt med den epok som sammanfaller med renässansens genombrott med flerstämmig konstmusik, dock räknas inte ars nova eller trubadurmusik till gotiken. Framträdande kompositörer är Perotinus och Ockeghem. I överförd betydelse har det använts för barockens dramatiska orgelmusik (till exempel Johann Sebastian Bach).
För litteraturens del uppstod den gotiska romanen först 1764 med Horace Walpoles Borgen i Otranto. En framstående tidig gotisk författare var Ann Radcliffe. Genren blev enormt populär och dess kännemärken och strukturer har överlevt in i modern tid, ofta i transformerad form. De gotiskt vindlande och gåtfulla byggnaderna hos Walpole och Radcliffe har sin motsvarighet i det bisarra utomjordiska rymdskeppet i filmen Alien. Den svenska författaren Mare Kandre räknade sig medvetet som gotisk författare.

## Termen gotik
Namnet gotik kommer sig av att man i Italien under renässansen, omkring 1530, uppfattade "spetsbågestilen" som tysk, grov och barbarisk och associerade den med goterna. François Rabelais, renässansens store företrädare i Frankrike, tänkte sig en inskription över dörren till sitt utopiska kloster i Thélème: Inträden här inga hycklare, bigoter... och antydde så sitt förakt för just goterna, eller hunnerna som Thomas Urquhart kallade dem, och ostrogoterna. Som termen användes i 1600-talets England, var "goter" liktydigt med "vandaler" och båda uppfattades som germanska, och arkitekturen i norra Europa före renässansen kallades sålunda "gotisk".
Ursprungligen syftade gotisk stil på medeltida stil i största allmänhet, först vid mitten av 1800-talet fick begreppet sin nuvarande innebörd.

## Historia och spridning

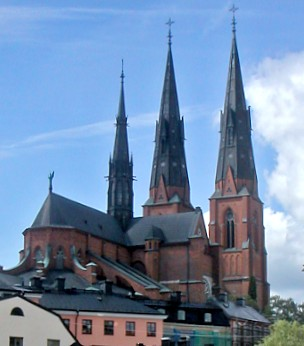
Uppsala domkyrka

Gotiken härstammar från Klosterkyrkan Saint-Denis i Saint-Denis utanför Paris och var en produkt av Abbot Sugers visioner. Den första egentligt gotiska arkitekturen var koret i kyrkan som uppfördes 1140-1144. Andra skapelser från genombrottsskedet är katedralerna i Noyon (ca 1150), Chartres (påbörjad ca 1194), Laon (påbörjad ca 1170) och Notre-Dame (påbörjad ca 1163) i Paris. Dessa unggotiska kyrkor har i mittskeppet sexdelade kryssribbvalv, en övergångsform från det bundna valvsystemet, och en uppdelning i höjdled i fyra våningar med arkadbågar, emporer (läktare), triforier (ett dekorativt galleri som även tjänande syftet att lätta murmassan) och fönster.
Den gotiska stilen spred sig därefter först i norra Frankrike och England och därefter i resten av Frankrike, Nederländerna, Belgien, Luxemburg, Tyskland och Norden och till sist även till Spanien och Italien.
I höggotikens katedraler är mittskeppsvalven fyrdelade och emporer saknas, liksom i Chartres. Som exempel på sådana byggnader i Frankrike må nämnas katedralen i Amiens (påbörjad 1220), Beauvais (påbörjad 1247) och Reims (påbörjad 1211) samt kyrkan Sainte-Chapelle (1246–1248) i Paris.
Sengotiken skiljer sig från höggotiken väsentligen genom en stegrad naturalism i detaljbehandlingen och ett dristigare tillämpande av de konstruktiva principerna. Det är dock en vittskiftande stil som skiljer sig mycket i utförandet från region till region. Som ett av de första exemplen på sengotik brukar ses änglakoret i Lincolnkatedralen, påbörjat 1256. Det var i England som de tidigaste tendenserna till sengotik kan spåras. I Frankrike dröjde stilens genombrott, ett av de tidiga exemplen är Vårfrukapellet i Katedralen i Ely, utförd 1321–1349 med tydliga influenser från engelsk Decorated style. Här kom sengotiken att blandas med den ifrån Tyskland härstammande enklare hallkyrkestilen. I fusionen föds det som kom att kallas Flamboyant style. Exempel på denna riktning erbjuder Saint-Maclou i Rouen påbörjad 1434. Fasaden uppfördes 1500-1514.
I England kom de franska idéerna att blandas med inhemska normandiska traditioner till en helt egen utveckling. Ombyggnaden av Chatreskatedralen inleddes kort efter 1174, Wellskatedralen strax före 1191, Lincolnkatedralen 1192 samt Salisburykatedralen (påbörjad 1220) får unggotiken sin egen utformning, känd under benämningen Early English. Den höggotiska utvecklas här i form av Decorated style som senare övergår i den sengotiska Perpendicular style. Den gotiska stilen fick ett fast grepp i England, och kom att hålla sig kvar även sedan stilen blivit omodern på kontinenten i form av Tudorstilen..
När nygotiken blev populär flera hundra år senare hade gotiska element använts i den engelska arkitekturen sedan den först hittade till ön. Tidiga exempel är katedralerna i Worcester och York, och ett exempel på sengotik är katedralen i Canterbury.
Gotiken spred sig från Frankrike till Tyskland, och unggotiken finns ännu representerad i domkyrkorna i Limburg an der Lahn, Magdeburg, Halberstadt, Bamberg, Naumburg an der Saale och Strasbourg (vissa delar). Den tyska höggotikens främsta byggnad är utan tvekan domen i Köln som byggdes som en femskeppig version av den treskeppiga katedralen i Amiens. Andra höggotiska katedraler är Regensburg, Basel och Zürich. Under det sengotiska skeendet kom tyskarna att föredra så kallade hallkyrkor till exempel Sankta Elisabeth i Marburg och Stefansdomen i Wien. I Bryssel finns St. Michael och St. Gudula katedralen.
Längre norr- och österut gjorde bristen på sandsten att de gotiska kyrkorna i allmänhet uppfördes i tegel, en stil även kallad tegelgotik. I norra Tyskland och andra länder kring Östersjön finns exempel på så kallad baltisk tegelgotik bland annat i Uppsala domkyrka, Sankt Petri Kyrka i Malmö. Exempel på engelsk gotik i Norden ses i domkyrkorna i Trondheim och Stavanger, och en kyrka av tysk halltyp är Linköpings domkyrka.
I Spanien finns gotiska katedraler i Toledo och Burgos och i Italien utgör domerna i Orvieto och Milano typiska exempel på blandning av klassiskt och gotiskt.

## Arkitektur
Huvudartikel: Gotikens arkitektur

### Kyrkor och katedraler

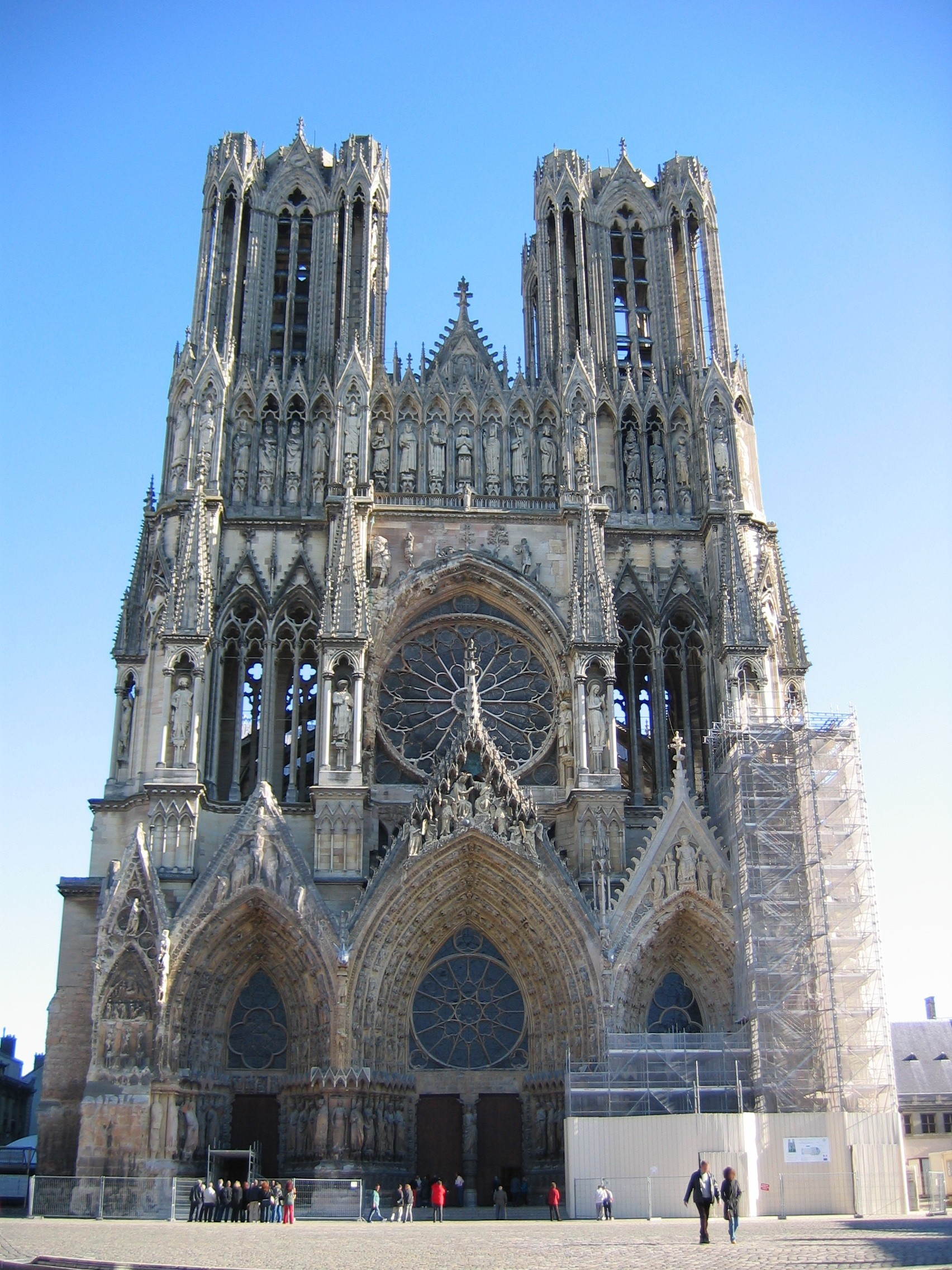
Katedralen i Reims

Upprinnelsen till den gotiska arkitekturen var strävan att uppföra kyrkobyggnader av basilikatyp, det vill säga med högre mittskepp och lägre sidoskepp. Svårigheten bestod i att föra ned trycket från de massiva korsvalven i mittskeppet utan att vara tvungen att ta till alltför grova murar som stöd. Den gotiska arkitekturen använde sig av tre sammanhängande konstruktiva principer för att lösa problemet: ribbvalvet, spetsbågen och strävpelaren.
Trycket från valvet mildrades genom ett system av ribbor mellan vilka ett tunt skal av sten bildade valvkapporna. Genom att trycket från valven nu fördes ned i bestämda punkter istället för jämnt fördelat över en hela muren kunde man helt enkelt ta bort delar av muren. När man lät de utvändiga strävpelarna uppta stora delar av trycket från valvet kunde ytterligare stora delar av muren ersättas med fönster. Genom att brottet mellan valvets horisontella krafter och den vertikala muren inte längre blev så markant kunde man ersätta den tidigare rundbågen med spetsbågen som lättare kunde anpassas till olika spännvidder. En konsekvens av detta var att man kunde ersätta den tidigare bundenheten vid kvadratiska travéplaner med rektangulära planer - både spännvidderna och dimensionerna i kyrkobyggnaderna ökade avsevärt.
Även andra detaljer som kan sägas vara typiska för den gotiska arkitekturen kan härledas direkt ur dess konstruktiva grundprinciper. Knippelarna utgör naturliga fortsättningar på ribborna i valvet; spetsbågen hänger samman med de konstruktiva formerna och skrevs ofta in i höga gavlar som direkt avspeglades i takets lutning.
Där den romanska arkitekturen förblev bunden till de statiska antika byggelementen och artikuleringen mellan burna och bärande delar, upphävdes dessa motsatser i den gotiska arkitekturen som i stället strävar uppåt och ofta är så rikt ornamenterad att man har svårt att få ett helhetsintryck inför alla strävpelare, fialer, vimperger, torn och skulpturala element. Trots detta är gotiken en av de konstruktivt mest konsekvent genomförda byggstilarna i historien.

## Bildkonst
Huvudartikel: Gotikens konst

### Skulptur

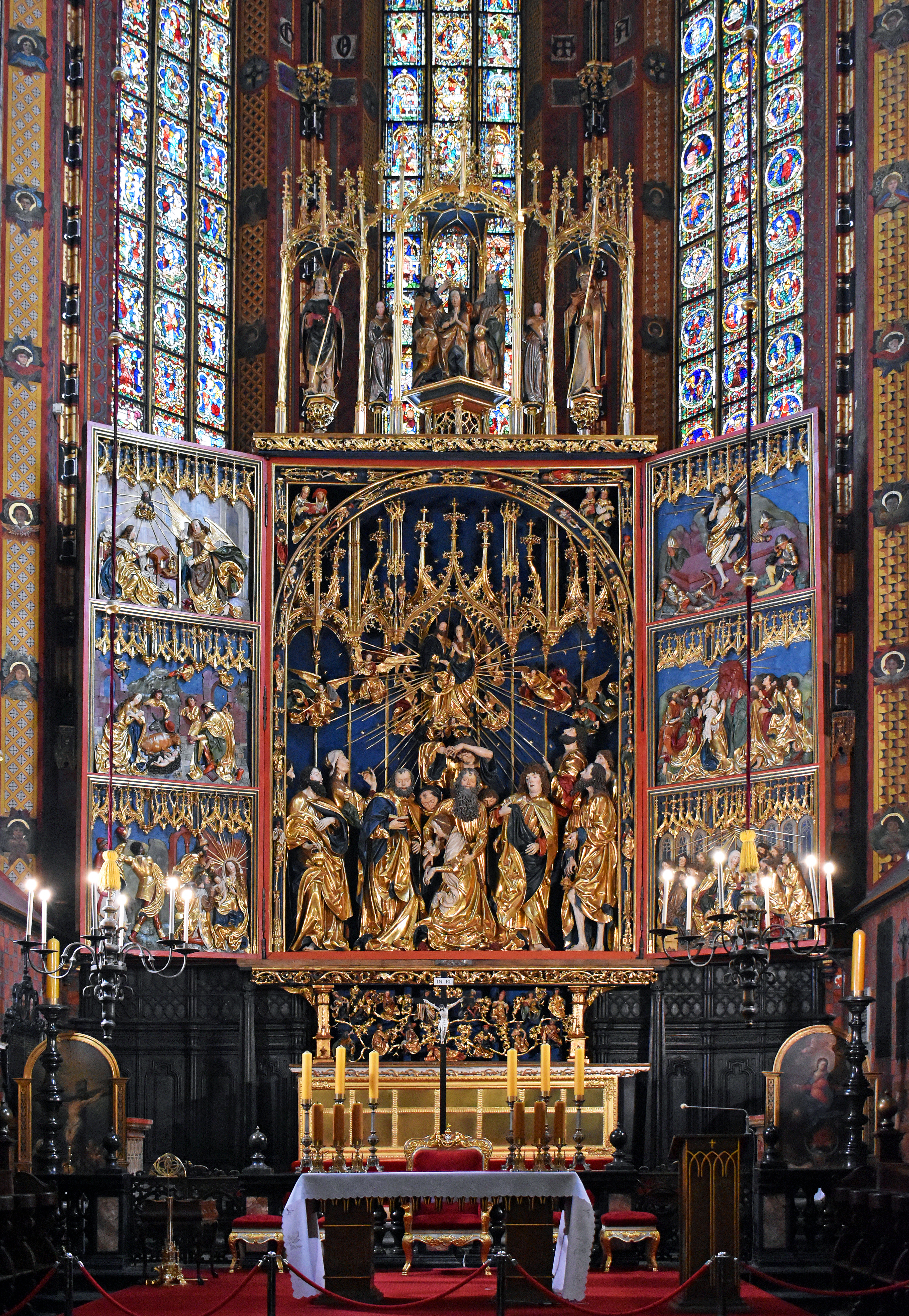
Gotiskt altare i Kraków

Den gotiska skulpturen fick sin egenart genom att underställa sig arkitekturen och var, åtminstone inledningsvis, strängt bunden av dess geometriska grundformer. Denna underordning kan sägas motverkas av skulpturens omfattning: Den gotiska katedralen formligen kryllade av statyer av apostlar, profeter och helgon; reliefer med motiv ur berättelserna i Bibeln; och groteskerier i form av drakar och demoner som tjänstgjorde som vattenkastare, kragstenar och kapitäl.
Skulpturen verkade mellan sina teologiska uppgifter i kyrkans tjänst och en vilja hos skulptörerna och beställarna att åstadkomma en naturalistisk konst. I Frankrike blev byggnadshyttan i Chartres tidigt betydelsefull och i katedralerna i Reims och Amiens nådde den gotiska skulpturen sin höjdpunkt. Med tiden kom den naturalistiska tendensen att dominera alltmer och skulptörer som Claus Sluter och Adam Krafft skapade på 1400-talet skulpturer i en maniererad, expressiv stil med mycket livfulla dräkter. Utanför Frankrike nämns ofta särskilt skulpturerna i domen i Naumburg som den realistiska, gotiska skulpturens mästerverk men även skulpturen i Bamberg och Strassburg. Italien stod under denna period bitvis under starkt inflytande från den bysantinska konsten och hade redan börjat hitta sin egen väg mot det som kom att bli renässansen. Framstående italienska, gotiska skulptörer var Giovanni och Andrea Pisano.
Förutom stenskulpturen fanns en tradition även i material som trä i till exempel förgyllda och bemålade altarskåp och brons i klockor, kronor, ljusstakar och dörrar.

### Dopfunt
Gotikens mest omtalade dopfunt är den i Notre-Dame i Liége 1107-1118 tillskriven Renier de Huy. Den brukar uppfattas som en manifestation av elfenbenstraditionen från ottonsk och karolingisk tid. Utvändigt bär denna dopfunt en bildfris i hög relief med bl.a. Johannes döparen i olika bibliska scener.

### Måleri
Måleriet i det gotiska kyrkorna fick inte alls samma utrymme som skulpturen då de väggar som återstod mellan bågar, triforier och fönster var belamrade med skulpturer och annan skulptural utsmyckning. Vid altarna fanns dock mycket ikoner med heliga gestalter i klara färger på guldgrund.
I Italien, där gotiken aldrig fick riktigt fotfäste och arkitekturen lämnade tillräckligt utrymme för ett monumentalt måleri, tog Giotto vid samma tid de första stegen bort från den bysantinska hegemonin, men hans konst stod tämligen fri från gotikens konst och brukar räknas till renässansen.

#### Glasmåleri
Glasmåleriet däremot hade inte bara en viktig funktion i kyrkorummet, de har dessutom överlevt i stort antal och i utmärkt skick in i vår tid.

#### Bokmåleri
Inom bokmåleriet fortlevde dock en tradition som kom att utvecklas till det så kallade nordiska måleriet kring Nederländerna på 1400-talet med ett för samtiden overkligt mått av realism och, i och med oljemåleriet, en färgrikedom och förfining som tidigare varit helt okänd.

#### Muralmålningar
Under den tidigaste gotiken avstod man ofta från muralmålningar i kyrkorna, men de återkom snart i ny skepnad. Gotiken fick dock inte så starkt genomslag i söder om Alperna. I de nordligare områdena medförde gotiken från mitten av 1200-talet bland annat ett skifte från al fresco-teknik till al secco. Så bland annat i Danmark och Sverige, där det fortfarande finns en hel del bevarade kyrkomålningar från den här tiden. Jämfört med den föregående romanska stilen, framstår den gotiska som mindre formbunden, bland annat ses lösare kompositioner som breder ut sig över större, vita bakgrunder, det finns mer rörelse, människor är ofta involverade i handlingar och ges ett bildmässigt större djup med skuggningar än tidigare. Naturinslag blir också vanliga. Kyrkomålningarnas innehåll blir mindre bundet till deras placering inom kyrkan och de får större spridning över kyrkorummet. De inbjuder även till visst engagemang från betraktarens sida och till reflektion, med händelser både ur bibeln och ur vardagligt liv.